# Lua'
Lua', narod iz skupine Khmu, podskupine Mal-Phrai, naseljen u tajlandskoj provinciji Nan (distrikt Pua) i uz granicu s Laosom i u laoskoj provinciji Sayaboury. Populacija im iznosi 6,281 (2000 WCD) u Aziji, ali znatan dio ih živi u Kalifornji, osobito u okrugu Sonoma i drugim dijelovima SAD-a.
O njihovoj kulturi u matičnoj zemlji nije mnogo poznato. Ekonomija im se temelji na uzgoju riže.